# Aeroport de Kamembe
L'Aeroport de Kamembe (codi IATA: KME, codi OACI: HRZA) és l'aeroport que serveix Cyangugu i Kamembe, a Ruanda. RwandAir ha operat un Dash 8-Q400 amb nou vols per setmana a Kigali, però actualment ha suspès el servei fins que finalitzi la reestructuració de la pista. L'aeroport rep vols xàrter de Tanzània, Uganda i República Democràtica del Congo, encara que no en un horari regular.
Durant la Guerra Civil ruandesa, es va suggerir l'aeroport de Kamembe com a lloc per transitar les armes franceses al govern interí després d'abril de 1994.
L'edifici de la terminal de l'aeroport es va veure fortament danyat per un terratrèmol de 2008 i, a principis de 2010, el govern de Ruanda va anunciar que l'aeroport de Kamembe es modernitzaria. A finals de 2012 es va completar una nova terminal, es va obrir una nova torre de control, i Techno Sky, una sucursal de la corporació italiana ENAV, tenia instal·lació de nous sistemes de navegació.
Durant una visita de maig de 2013, el ministre d'Infraestructures, Albert Nsengiyumva, va anunciar que la pista d'aterratge s'ampliaria i s'allargaria d'1,5 quilòmetres a 2,2 quilòmetres en 2014-2015. L'aeroport va tornar a obrir el juny de 2015 i RwandAir va començar vols regulars des de l'aeroport.

## Aerolínies i destins
| Aerolínies | Destinacions |
| ---------- | ------------ |
| RwandAir   | Kigali       |